# ボンタン (インドネシア)
ボンタン（インドネシア語: Bontang）は、インドネシアのカリマンタン島・東カリマンタン州にある都市。人口は17万8917人（2020年）。語源はインドネシア語で「ボン」は「領収書」、「タン」は「借金」を意味する
。

## 行政
ボンタン市は3つの区(ケカマタン)に分かれる。

| 名称       | 人口 2010年統計 |
| ---------- | --------------- |
| 南ボンタン | 57,442          |
| 北ボンタン | 61,394          |
| 東ボンタン | 24,847          |

## 歴史
5世紀、テンガロンに首都を置くクタイ王国(5世紀初頭～?)がボンタンを支配していた。移民が多く住む小さな村だった。
1972年、クタイ県政府はボンタンを地区にした。
1974年、PTバダク液化天然ガスが設立した。
1977年、PTププク・カルティムが設立した。アンモニアと肥料を製造する。この2社が出来た事でボンタンの発展が進んだ。
1984年、町に昇格した。

## 地理
ボンタンは河口の丘に位置する。沼地や洪水が多く、特に北区で顕著である。地殻運動は殆ど無い。約600haのマングローブが有る。

アピ・アピ川から取水している。

## 気候
ボンタンは熱帯雨林気候である。1年を通して気温は暖かく安定しており、雨は多い。乾季が5月～9月、雨季が11月～5月に来るが、乾季でも平均80mm/月以上雨が降る。

## 経済

### 漁業
海に面しているが、漁業の規模は小さい。ボンタンと近くのバリクパパンやマカッサルで消費する分が中心である。一部が香港に輸出される。

### 農業
農業に適した土地が少なく、従事者は4%に過ぎない。

### 工業
1977年にPTププク・カルティムが設立された。インドネシア国営の肥料工場で、アンモニアと尿素を地域の天然ガスから製造している。4つのアンモニア工場と5つの尿素工場を持ち、年間185万tのアンモニアと298万tの尿素を製造している。アンモニアは国内消費の他、韓国や台湾、フィリピン、インドに輸出される。尿素は国内の田圃やゴム、椰子等の栽培に消費される。この会社は1ヶ所に集まっているものとしては、世界最大の尿素製造会社である。

他にはメタノールを製造する会社が有る。

### エネルギー
1974年11月26日にPTバダクLNGが設立された。プルタミナやトタル、ヴィコ、ジルコとのJVである。年間2200万tのLNGを製造し、主に日本に輸出される。

### 鉱業
1977年に石炭採掘会社のPTインドミンコは設立された。タイのバンプーが所有し、年間1100万tの石炭を採掘している。主に日本、韓国、台湾の電力会社に輸出している。

## 文化
この地域の伝統舞踊を紹介する。

### ガンタルの踊り
ダヤク族の米栽培の動きを真似た踊りで、田植え、収穫、調理、提供と進む。催事の最初に行われる。

### 戦争の踊り
ダヤク・ケニャー族の踊りで、英雄が戦争で敵兵を倒す物語である。素早く嬉しそうに、終始叫びながら踊る。ダヤク・ケニャーの伝統衣装を着て、楯とマンダウ(ダヤクの伝統的な剣)を装備する。伝統楽器のサンペで演奏するサク・パクの歌に乗せて踊る。

### 銅鑼の踊り
風に靡く稲のように踊る美しい静かな少女の物語である。ダヤクの伝統衣装と、片手に5枚ずつ鷲の羽を身に着けた女性だけで踊る。銅鑼の近くで踊る事が多い事から、この名前になった。

### フドクの踊り
野生動物の形に彫った木の面を被り、バナナやココナッツの葉を身に纏い踊る。ダヤク・バハウとモダン族の儀式の踊りに近い。動物が作物を荒らすのを防ぎ、肥沃な土と豊富な食料が齎されると考えられている。

### セルンパイの踊り
ダヤク・ベヌアク族の伝統舞踊で、病を防ぎ、狂犬に噛まれた人を癒す。セルンパイはこの踊りに使われる横笛である。

### クヤンの踊り
ダヤク・ベリアンの踊りである。木には悪霊が住むと考えられており、切り倒した際に人々が悪霊に襲われないように踊る。

## 教育
一般の私立学校の他に、宗教界が建てた学校も有る。大学は3つ有る。3歳から2年間幼稚園に通う事が出来る。小学校は義務教育で、6歳から6年間通う。その後中学校と高校に通い、卒業時は17～18歳になる。

## 報道
ジャワ・ポス社が所有するカルティム・ポストと、コンパス・グラメディア社が所有するトゥリブン・カルティムがボンタンの2大紙である。バリクパパンで印刷されるが、ボンタンのニュースも含まれる。"ボンタン・ポスト"という地元紙も有る。ジャワ・ポスやコンパス、レプブリカ、ジャカルタ・ポスト、テンポの新聞も読まれている。
ラジオ局も多い。主要なFMラジオはエスカFM(103.9MHz)、ナダ・ボンタン・インダー(103.1MHz)、ラジオ・スアラ・イマヌエルFM(88.9MHz)、RY FM(90.5MHz)、ブアナFM・バヤンカラFM(99.5MHz)である。
PKTvとLNGTvが主要TV局である。RCTIやMetro TV、SCTV、Trans TV、Trans 7、Indosiar、ANTV、TVRI(公共局)、TV One、Global TVといったインドネシアの主要局は受信出来る。

## スポーツ
ボンタンではサッカーやバドミントン、フットサル、ソフトボール、バレーボールが行われているが、サッカーが最も人気が有る。ボンタンはBontang FC、Bontang Mitra United、PS PU Bontangの3つのサッカーチームを持っている。市政府が所有するBontang FCは州に2つしか無いプロクラブの1つである。Mulawarman StadiumとTaman Lestari Stadium、Besai Berrinta Stadiumの3つの競技場が有る。アメリカのMLB(プロ野球)で活躍するトム・マストニーはボンタン出身である。